# Nyamira (distrikt)
Nyamira eller Norra Kisii-distriktet är ett av Kenyas 71 administrativa distrikt, och ligger i provinsen Nyanza. År 1999 hade distriktet 492 102 invånare. Huvudorten är Nyamira.